# Anommatoptera maculatopennis
Anommatoptera maculatopennis är en insektsart som först beskrevs av Brunner von Wattenwyl 1895.  Anommatoptera maculatopennis ingår i släktet Anommatoptera och familjen vårtbitare. Inga underarter finns listade i Catalogue of Life.